# Беоспора мышехвостая
Бео́спора мышехво́стая (лат. Baeóspora myosúra) — вид грибов-базидиомицетов, входящий в род Беоспора семейства Негниючниковые (Marasmiaceae). Типовой вид рода.

## Описание

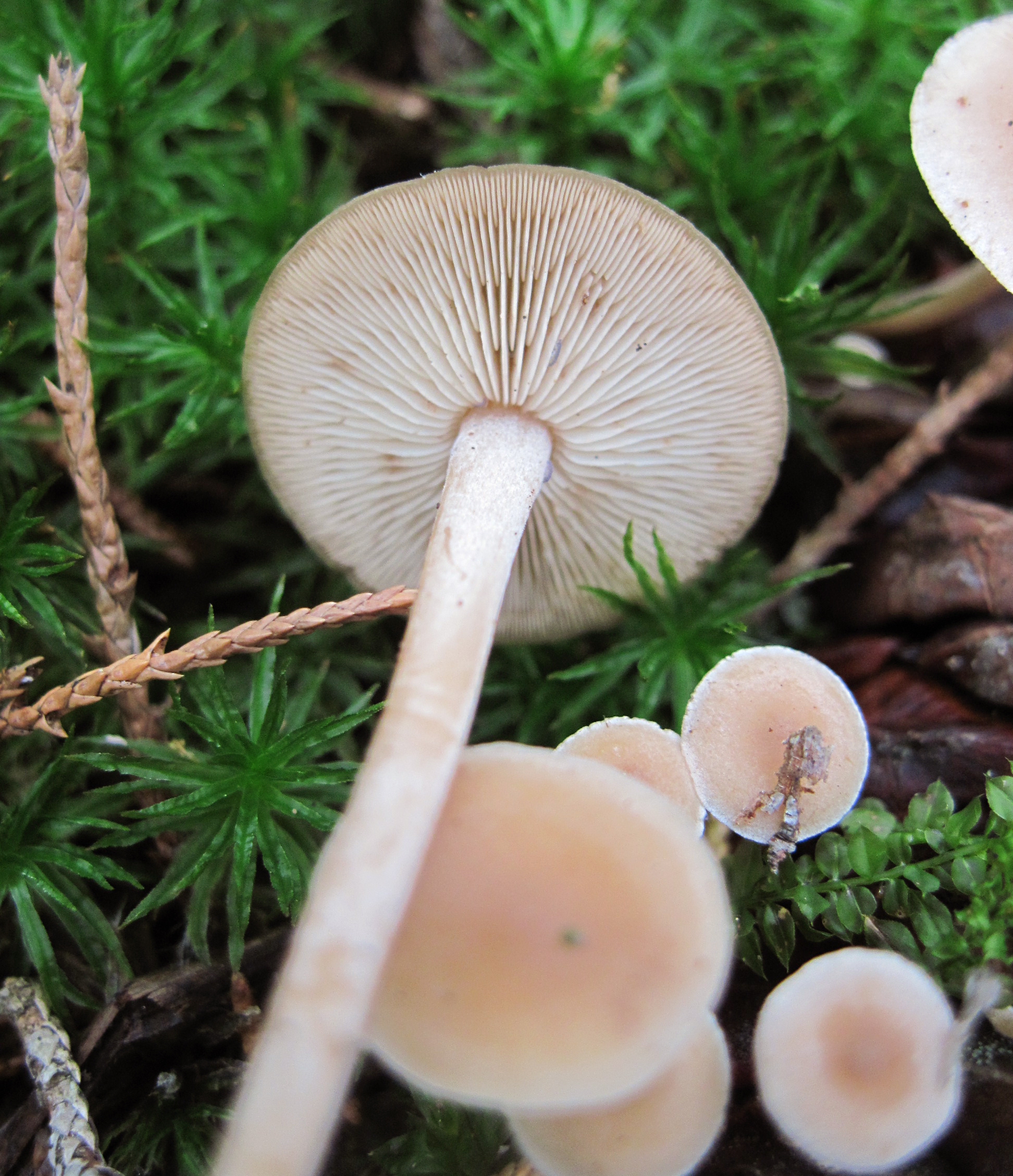

Плодовые тела шляпконожечные, тонкомясистые, коллибиоидные. Шляпка взрослых грибов не превышает 2 см в диаметре, у молодых грибов полушаровидная, затем становится выпуклой и уплощённой, гигрофанная, иногда радиально просвечивающе-полосчатая почти до половины радиуса. Окраска во влажном состоянии в центре бледно-коричневатая до коричневой, ближе к краю гораздо бледнее, при подсыхании — по всей поверхности бледно-бежевая, в центре немного темнее.
Пластинки очень частые, с немногочисленными пластиночками, свободные от ножки или выемчато-приросшие, белые или сероватые, с одноцветным цельным или неправильно неровным краем.
Мякоть одного цвета с поверхностью, иногда со слабым сладковатым или грибным запахом, с грибным, прогорклым или горьковатым вкусом.
Ножка 2—6 см длиной и 0,5—2 мм толщиной, центральная, цилиндрическая, у верхушки кремовая до коричневатой, ниже — розовато- или желтовато-коричневатая, светлая, полая или с ватной серединой, реже выполненная, с длинной более узкой подземной частью, покрытой беловатым опушением и редкими белыми волосками.
Споровый отпечаток белого цвета. Споры 3—4×1,5—2 мкм, продолговатые до почти цилиндрических. Базидии четырёхспоровые, 20—29×4—6 мкм, цилиндрические до узкобулавовидных. Хейлоцистиды узковеретеновидные до узкобулавовидных, 18—27×4—8 мкм, плевроцистиды разбросанные, схожие, однако более длинные.
Съедобный гриб невысокого качества.

## Экология и ареал

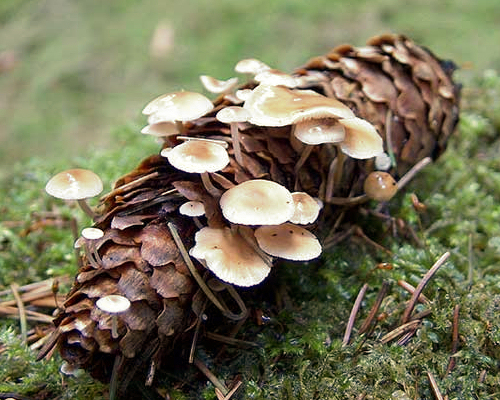

Широко распространённый сапротроф. Произрастает одиночно или группами, нередко довольно большими, в смешанных и хвойных лесах, на шишках сосны, ели, лжетсуги, очень редко — на их гниющей древесине.

## Синонимы
- Agaricus myosurus Fr., 1818 : Fr., 1821basionym
- Baeospora myosura f. xeruloides A.Ortega & Esteve-Rav., 2003
- Chamaeceras varicosus (Fr.) Kuntze, 1898
- Collybia clavus var. myosura (Fr.) Quél., 1886
- Collybia friesii Bres., 1928
- Collybia myosura (Fr.) Quél., 1872
- Marasmius friesii (Bres.) Rea, 1932
- Marasmius myosurus (Fr.) P.Karst., 1889
- Mycena myosura (Fr.) Kühner, 1938
- Mycena myosura subsp. varicosa (Fr.) Kühner, 1938